# Суляевское сельское поселение
Суля́евское се́льское поселе́ние — муниципальное образование в составе Кумылженского района Волгоградской области.
Административный центр — хутор Суляевский.

## История
Суляевское сельское поселение образовано 14 февраля 2005 года в соответствии с Законом Волгоградской области № 1006-ОД.

## Население
| 2018 |
| ---- |
| 1930 |

## Состав сельского поселения
| №  | Населённый пункт | Тип населённого пункта        | Население |
| -- | ---------------- | ----------------------------- | --------- |
| 1  | Аверинский       | хутор                         | 18        |
| 2  | Гришинский       | хутор                         | 143       |
| 3  | Ендовский        | хутор                         | 106       |
| 4  | Жуковский        | хутор                         | 89        |
| 5  | Крапцовский      | хутор                         | 19        |
| 6  | Лисинский        | хутор                         | 22        |
| 7  | Лялинский        | хутор                         | 7         |
| 8  | Покручинский     | хутор                         | 429       |
| 9  | Суляевский       | хутор, административный центр | 682       |
| 10 | Тюринский        | хутор                         | 127       |
| 11 | Ярской 1-й       | хутор                         | 472       |